# Crematogaster atilanica
Crematogaster atilanica је инсект из реда Hymenoptera и фамилије Formicidae.

## Угроженост
Ова врста се сматра рањивом у погледу угрожености врсте од изумирања.

## Распрострањење
Ареал врсте је ограничен на једну државу. 
Гватемала је једино познато природно станиште врсте.